# Santo en el museo de cera
Santo en el museo de cera és una pel·lícula mexicana dirigida per Alfonso Corona Blake i Manuel San Fernando el 1963, inspirada en Mystery of the Wax Museum (1933) de Michael Curtiz. Fou la vuitena pel·lícula de Santo, el enmascarado de plata, on hi va tenir com a antagonista Claudio Brook.

## Sinopsi
La periodista Susana Mendoza desapareix després de realitzar un reportatge al Museu de Cera. Hom sospita del doctor Kurt Karol, director del Museu, un eminent cirurgià fugitiu del camp de concentració d'Auschwitz i que es va cremar la cara en un accident. El professor Galván, col·lega de Karol, decideix demanar ajuda a El Santo. Aquest descobreix que el dr Karol ha segrestat persones amb les que ha creat un sinistre exèrcit de guerrers-zombis als quals se n'haurà d'enfrontar.

## Repartiment
- El Santo: Santo
- Claudio Brook: Dr. Karol
- Norma Mora : Gloria
- Rubén Rojo : Ricardo Carbajal
- Roxana Bellini : Susana Mendoza
- José Luis Jiménez : Professor Galván
- Víctor Velázquez : Inspector Fernández
- Jorge Mondragón : comissari de policia
- Fernando Osés: sequaç
- Nathanael León : sequaç calb